# Bệnh Marek
Bệnh Marek là bệnh ung thư truyền nhiễm do nhóm virus Herpes type B (một loại RNA virus có vỏ bọc) gây ra trên gà. Sau khi xâm nhập, virus này tồn tại mãi mãi trong cơ thể gà và trở thành nguồn lây bệnh cho các cá thể khác. Bệnh làm cho tế bào lympo tăng sinh lớn thành các khối u ở tổ chức thần kinh ngoại biên, các cơ quan nội tạng, da và cơ, từ đó vật nuôi rối loạn vận động và bại liệt. Đây là bệnh rất nguy hiểm, gây thiệt hại rất lớn cho ngành chăn nuôi gà, từng được gọi là bệnh thế kỷ.

## Lịch sử bệnh
Năm 1907, ở Hungari, ông Jozsef Marek là người đầu tiên phát hiện ra bệnh. Những đặc điểm đầu tiên được mô tả là: gà có hiện tượng bị liệt, bán liệt, viêm dây thần kinh ngoại biên.
Vào thập niên 20 của thế kỷ 20, bệnh xuất hiện rầm rộ và lan tràn khắp nước Mỹ. Các nhà khoa học đã nghiên cứu và khẳng định những đặc điểm của bệnh đã được công bố năm 1907 tại Hungari. Kể từ thời gian này, bệnh xuất hiện và lan rộng khắp châu Âu: năm 1921 tại Hà Lan, năm 1927 tại Đức, năm 1929 tại Anh, năm 1931 tại Ý, năm 1934 tại Pháp, 1936 tại Áo, năm 1934 tại Liên Xô (cũ), năm 1950 tại Bungari… Năm 1930, bệnh được phát hiện tại Nhật Bản.
Cho đến đầu những năm 1960, bệnh đã có mặt khắp các châu lục trên thế giới.
Ở Việt Nam, bệnh xuất hiện từ năm 1978.

## Tên gọi
Kể từ khi phát hiện bệnh cho đến nay, trên cơ sở những biểu hiệu của bệnh, những hiểu biết của nhân loại về bệnh nên có rất nhiều những tên gọi khác nhau như: Viên đa dây thần kinh (do viêm dây thần kinh ngoại biên), Gà bị liệt, Viên thần kinh tủy, Viêm dây thần kinh mãn tính, Liệt gà truyền nhiễm (do bệnh có biểu hiện bị liệt và lây lan), Ung thư thần kinh (do xuất hiện những khối u ở tổ chức thần kinh), Liệt gà cấp, Ung thư mắt, Gan cực đại (do gan xưng to), Mắt xanh ghi, mắt cá…
Năm 1962, tại hội nghị liên đoàn thế giới về chăn nuôi thú y gia cầm đã thống nhất lấy tên của nhà khoa học Jozsef Marek, người đầu tiên phát hiện mô tả bệnh năm 1907, đặt tên cho bệnh – bệnh Marek.
Ở Việt Nam, ngoài tên gọi Marek, bệnh còn được gọi với các tên: "teo chân gà, "ung thư gà, "hội chứng khối u".

## Phương thức truyền lây
Bệnh nhóm virút Herpes typ B chứa AND gây ra. Khi xâm nhập vào cơ thể, virus tồn tại mãi mãi, gà bị nhiễm, kể cả khỏe và ốm trở thành nguồn lây lan bệnh. Gà mang trùng thải mầm bệnh ra môi trường qua các chất tiết từ đường miệng, đường bài tiết, trong tế bào biểu bì hóa sừng, tế bào nang lông. Virus tồn tại lâu trong môi trường và trở thành nguồn lây bệnh nguy hiểm cho vật nuôi. Hơn nữa, bệnh lây lan thông qua tiếp xúc giữa gà ốm và gà khỏe (qua thức ăn, nước uống, hô hấp, dụng chụ chăn nuôi, phổ biến nhất là qua đường hô hấp). Virus marek lây lan theo đường không khí hàng km. Bệnh không truyền qua phôi.

## Một số đặc điểm
Khi bị nhiễm virút, gà ủ bệnh dài, trên 28 ngày. Khi gà mắc bệnh thì tỷ lệ chết cao, có thể lên tới 60-70%. Gà bị bệnh thường có một số đặc điểm dễ nhận biết như sau: 
- Chân, cánh từ bán liệt chuyển sang liệt hẳn. Các ngón chân gà chụm lại, khi xua đuổi, nhiều con vẫn chụm ngón chân để chạy. Bệnh nặng, gà duỗi thẳng căng một chân phía trước, một chân ra phía sau, bàn chân ngửa lên trời. Do bại biệt không ăn uống được nên gà gầy nhanh, suy nhược rồi chết.
- Gà khó thở, thở nhanh, tiếng kêu yếu ớt khi khối u xuất hiện ở thần kinh và phổi. Vùng vai, cánh, nách, đùi có các nốt thịt thừa từ hạt kê đến hạt ngô bám chặt vào lỗ chân lông. U xuất hiện hầu hết ở các cơ quan trong nội tạng của gà.
- Mắt gà bị viêm, đục mờ...

## Phòng và trị bệnh
Bệnh do virus gây ra nên không thể điều trị khỏi bằng kháng sinh. Biện pháp tốt nhất là phòng bệnh bằng vắc xin lúc 01 ngày tuổi kết hợp với vệ sinh phòng bệnh, chăm sóc nuôi dưỡng tốt để nâng cao sức đề kháng cho vật nuôi. 